# Eduard Albert Collins
Eduard Albert Christoph Ludwig Collins, auch von Collins (russisch Эдуард Давыдович Коллинс, * 3. Julijul. / 14. Juli 1791greg. in Sankt Petersburg; † 16. Augustjul. / 28. August 1840greg. ebenda) war ein russischer Mathematiker.

## Leben
Sein Vater John David Collins war ein nach Preußen eingewanderter schottischer Pfarrer der Reformierten Kirche, der einer Einladung nach Sankt Petersburg folgte, wo er eine Pfarrstelle antrat und später Rektor der Petrischule wurde. Die Mutter von Eduard Albert Collins war eine Enkelin des Mathematikers Leonhard Euler.
Er besuchte die Petrischule und interessierte sich schon als Kind für Mathematik. Der Mathematiker Nikolaus Fuss und Sekretär von Leonhard Euler erkannte früh seine mathematische Begabung und unterrichtete und förderte ihn.
Ab 1824 unterrichtete Collins an der Petrischule, nach dem Tod seines Vaters wurde er 1833 Direktor der Schule. Diese Tätigkeit übte er bis zu seinem Tod im Jahr 1840 aus. Als Lehrer unterrichtete er neben anderen den späteren Kaiser Alexander II.
Gegenstand seiner mathematischen Schriften waren speziell die Geometrie, die Zahlentheorie und die Kombinatorik.
1814 wurde er Adjunkt der Kaiserlichen Akademie der Wissenschaften, 1820 außerordentliches Mitglied und schließlich 1826 ordentliches Mitglied.
1834 wurde er als auswärtiges Ehrenmitglied in die American Academy of Arts and Sciences gewählt.
Auf seinen Vorschlag wurden Michail Ostrogradski und Wiktor Bunjakowski als Mitglieder in die Kaiserliche Akademie der Wissenschaften aufgenommen.